# 西厢记
《西厢记》是中国《六才子書》之一。最早取材于唐代诗人元稹所写的传奇《会真记》（又名《莺莺传》），后被元代王实甫改编为杂剧（此前有宋人趙令畤以此題材作《商調蝶戀花鼓子詞》，金人董解元作《西廂記諸宮調》，然影響力均遠不如雜劇《西廂記》），被稱為「元杂剧的壓卷之作」，對中国的语言、文化等各个方面皆頗有影响。

## 历史沿革
西厢记的故事题材最早来自唐代诗人元稹所写的传奇《会真记》（又名《莺莺传》），描写他自己“以张生自寓，述其亲历之境”。讲述他在“有僧舍曰普救寺”中，和一美丽女子“天之所命尤物”名“莺莺”邂逅，认为自己“善补过”，“智者不为，为之者不惑”。
唐代以后，这个爱情故事的结局，令许多人感到遗憾和不满，斥责张生为“薄情年少如飞絮”。逐渐在民间流传并将结局改变，宋代有趙令畤所作商調蝶戀花鼓子詞，其情節基本同于《鶯鶯傳》，但對張生的態度變爲譴責。宋代以后，由于北方游牧民族不断入侵和汉族同化，基於漢族文化的傳統礼法观念在普通人民中间逐渐淡化，金代出现了董解元（良）（一说为董琅）所写的《西厢记諸宮調》，諸宮調是当时的一种说唱艺术，类似现代的评弹，用琵琶和筝伴奏，边说边唱。这本《西厢记》将内容大为增加，加入许多人物和场景，最后结局改为张生和莺莺不顾老夫人之命，求助於白马将军，由其做主完婚。
元代时王实甫基本根据这部诸宫调将《西厢记》改编成多人演出的戏剧剧本，使故事情节更加紧凑，融合了古典诗词，文学性大大提高，但将结尾改成老夫人妥协，答应其婚事，大团圆结局。这部剧本作者说法不一，有人说是关汉卿所作，也有人说是关作王续，或王作关续，王作無名氏續，但认为是王实甫所作的说法比较公认。
王實甫原作使用北曲，也稱為《北西廂》。李景雲有传奇戏曲《崔莺莺西厢记》，已失传。崔時佩、李日华著有《南西厢记》，人物情节与《北西厢》相同，曲文亦多沿襲王實甫《西廂記》。陸采對李日華《南西廂記》不滿意，重編《北西廂》為《南西廂曲》。

## 故事梗概
在山西普救寺借宿的书生张珙（字君瑞），偶遇扶柩回乡在寺中西厢借住的原崔相国的女儿崔莺莺，由于互相吟诗而产生爱慕。叛將孫飛虎帶手下慕名围寺，要强抢崔莺莺，三日之内若不交出莺莺，“伽蓝尽皆焚烧，僧俗寸斩，不留一个”。莺莺的母亲老夫人鄭氏宣称谁能救他女儿就将女儿许配他，张生向他一位故旧“白马将军”蒲州杜太守写了一封求救信，由一位僧人（惠明）突出包围送出，杜太守发兵解围。过后老夫人因门第不当悔婚，只是贈金並让莺莺拜张生为义兄以谢搭救。张生在悲慟之下患病，莺莺也大為傷痛，後來在莺莺的丫鬟红娘的帮助下，两人暗通书信，並最終成功幽會。最后私情被老夫人发现，欲責罰二人，但由于红娘据理力争，无可奈何之下，老夫人命令张生上京赶考，如能蟾宮折桂便真的把莺莺许配與他，於是张生進京赴試，考中并回来迎娶莺莺，有情人終成眷屬。

## 藝術成就
《西廂記》某舉之為元代最佳雜劇，劇情曲折，善於塑造人物，能因應不同人物的身分寫出不同的曲詞或賓白，突出地展示人物的心靈活動。《西廂記》又善於描摹景物，醞釀氣氛，襯托人物的內心活動。
《西廂記》打破元雜劇一人獨唱的成規，改為可由多人對唱。元劇慣例一本四折，間或一本五、六折，《西廂記》則全劇共五本廿一折，鋪敘組織之功，突過前人。《西廂記》融化古詩詞中優美的詞句，提煉民間生動活潑的口語，熔鑄成自然華美的曲詞，文辭優美清麗。

## 文化影响
《西厢记》剧本完成后，迅速流行，几乎中国所有几百个剧种都以其为原本上演过这部戏，以后的许多著作都提过这部剧本，《红楼梦》中的主人公贾宝玉和林黛玉都引用过这部剧本中的原词“银样鑞枪头”，“若共你多情小姐同鸳帐，怎舍得叠被铺床”等，但都表现出是市间流传，大家公子不允许读的态度。《西厢记》中许多人物都是民间耳熟能详的，“红娘”更成为汉语语言中“媒人”的代名词，甚至成功的中介都被称为“红娘”。以后有许多故事和剧本受其影响，开始表现基于爱情，冲破“门当户对”的中國傳統禮教观念的美满婚姻或悲剧，如《梁山伯与祝英台》《牛郎织女》《天仙配》《宝莲灯》等。

## 閔齊伋繪刻西廂記彩圖

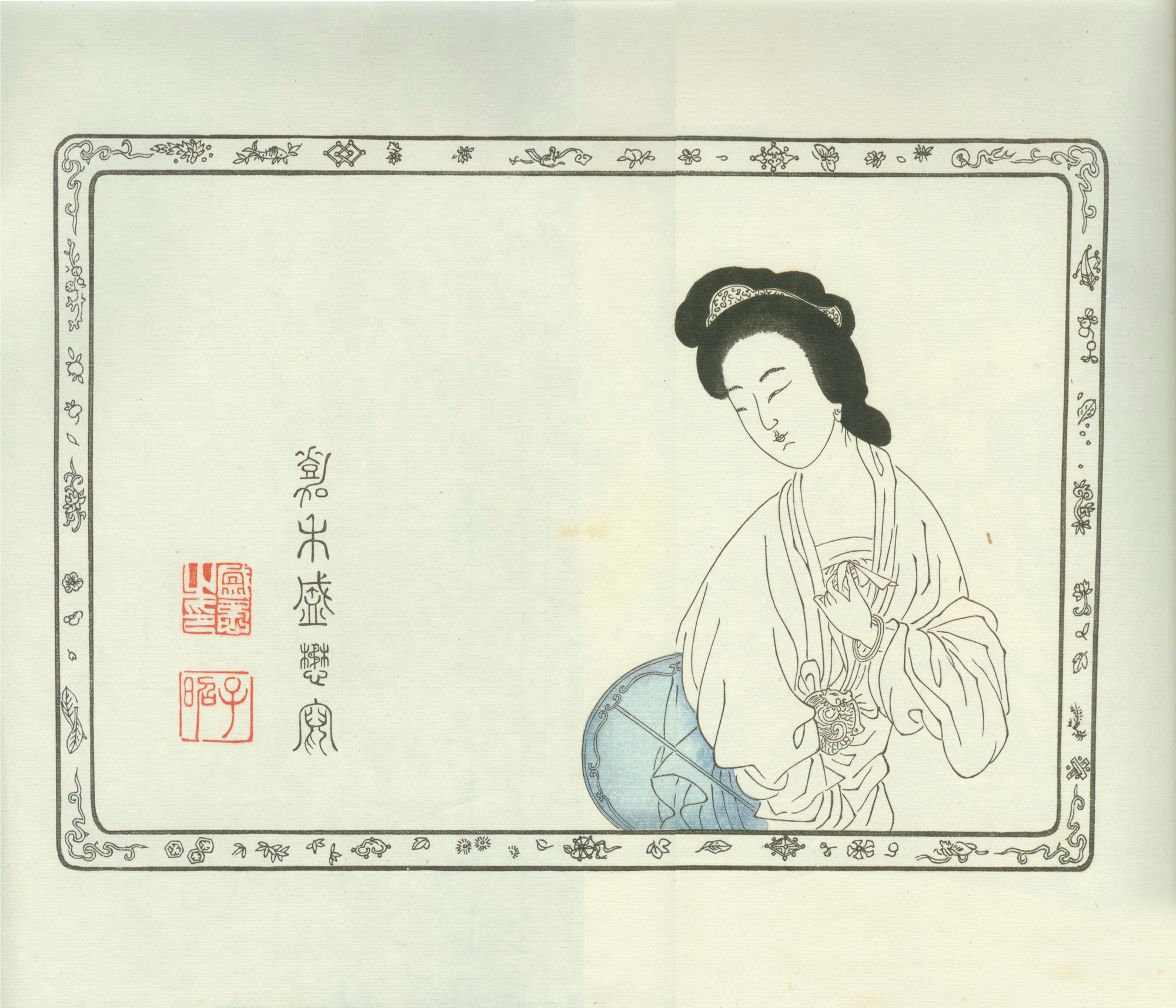
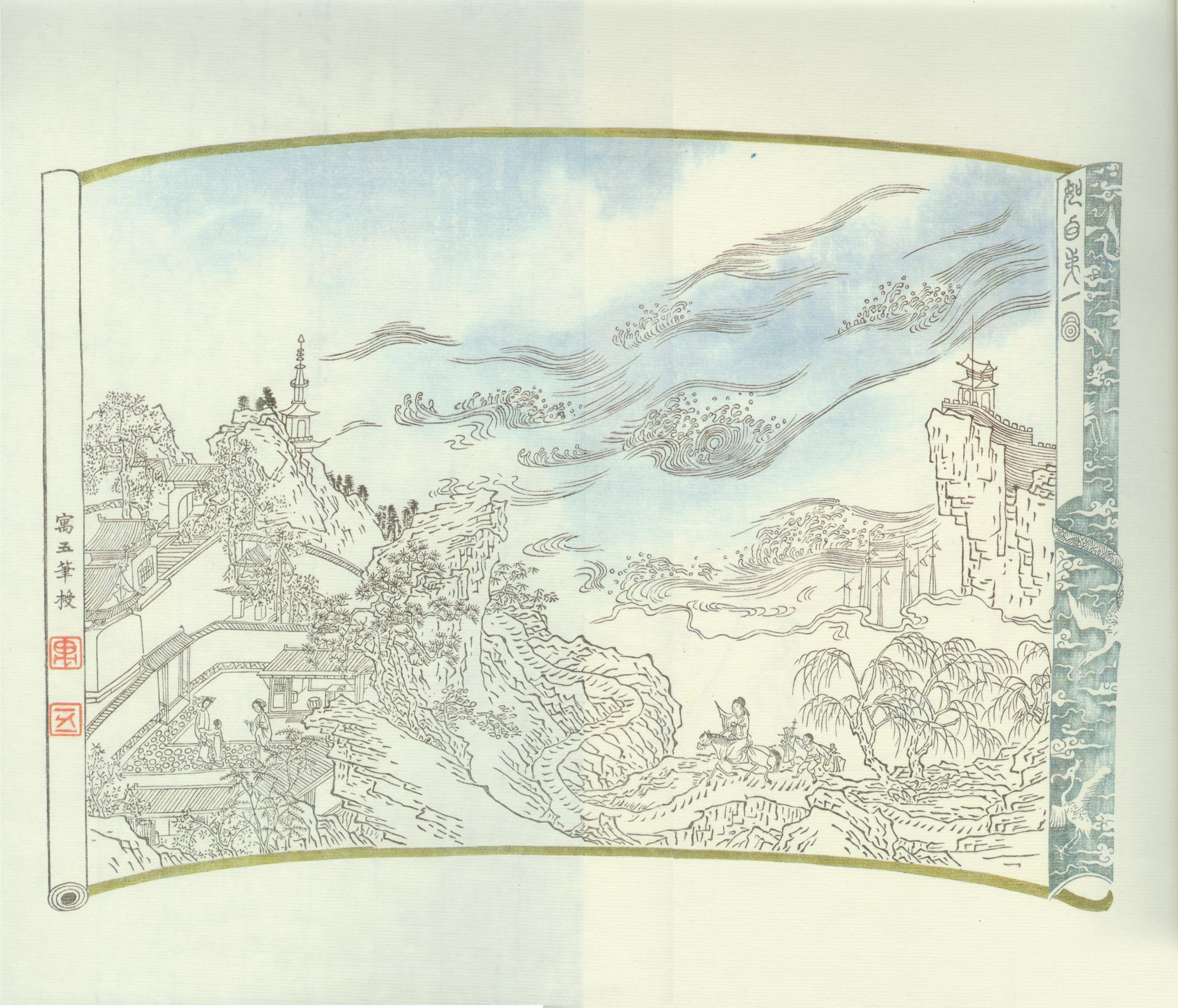
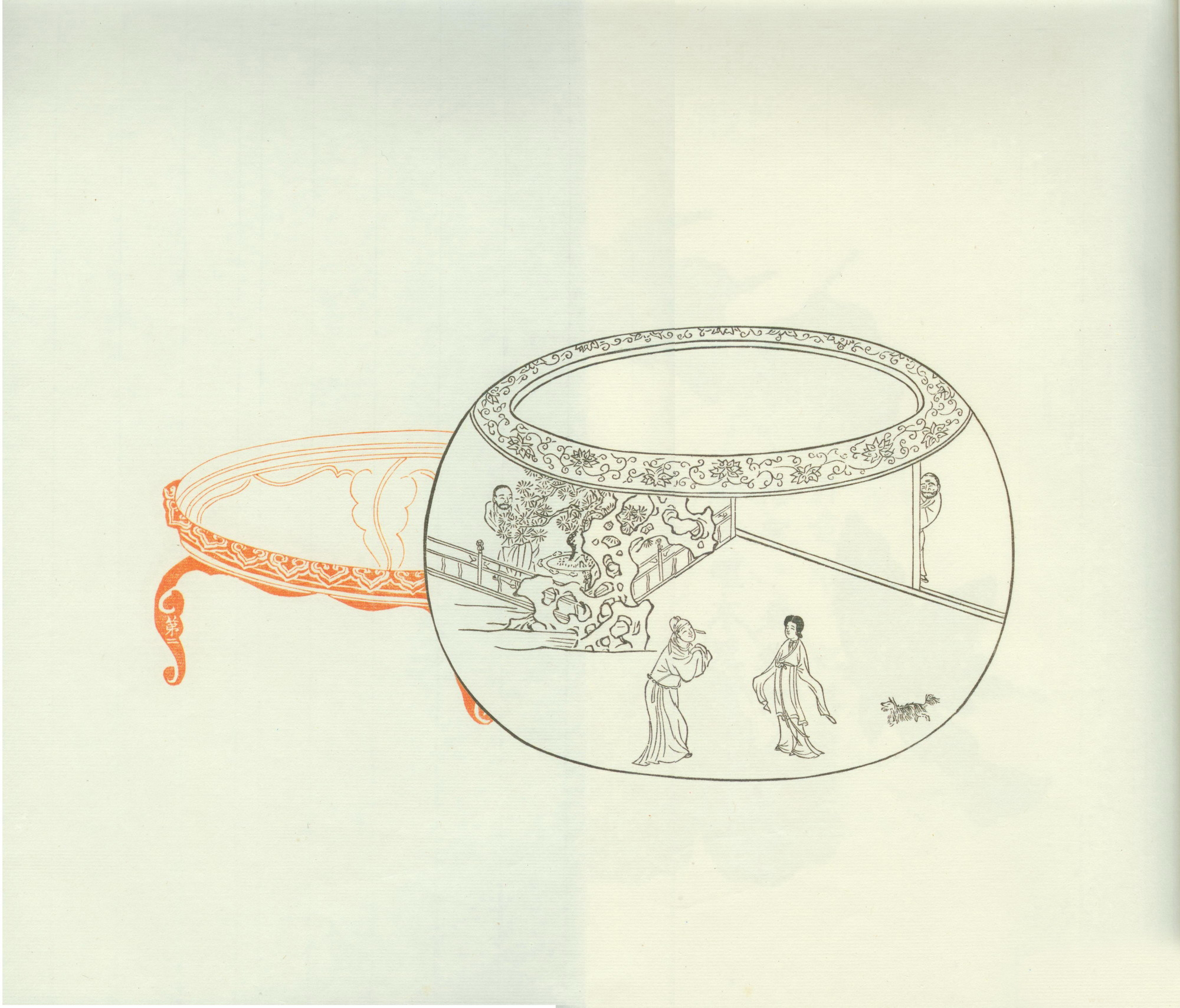
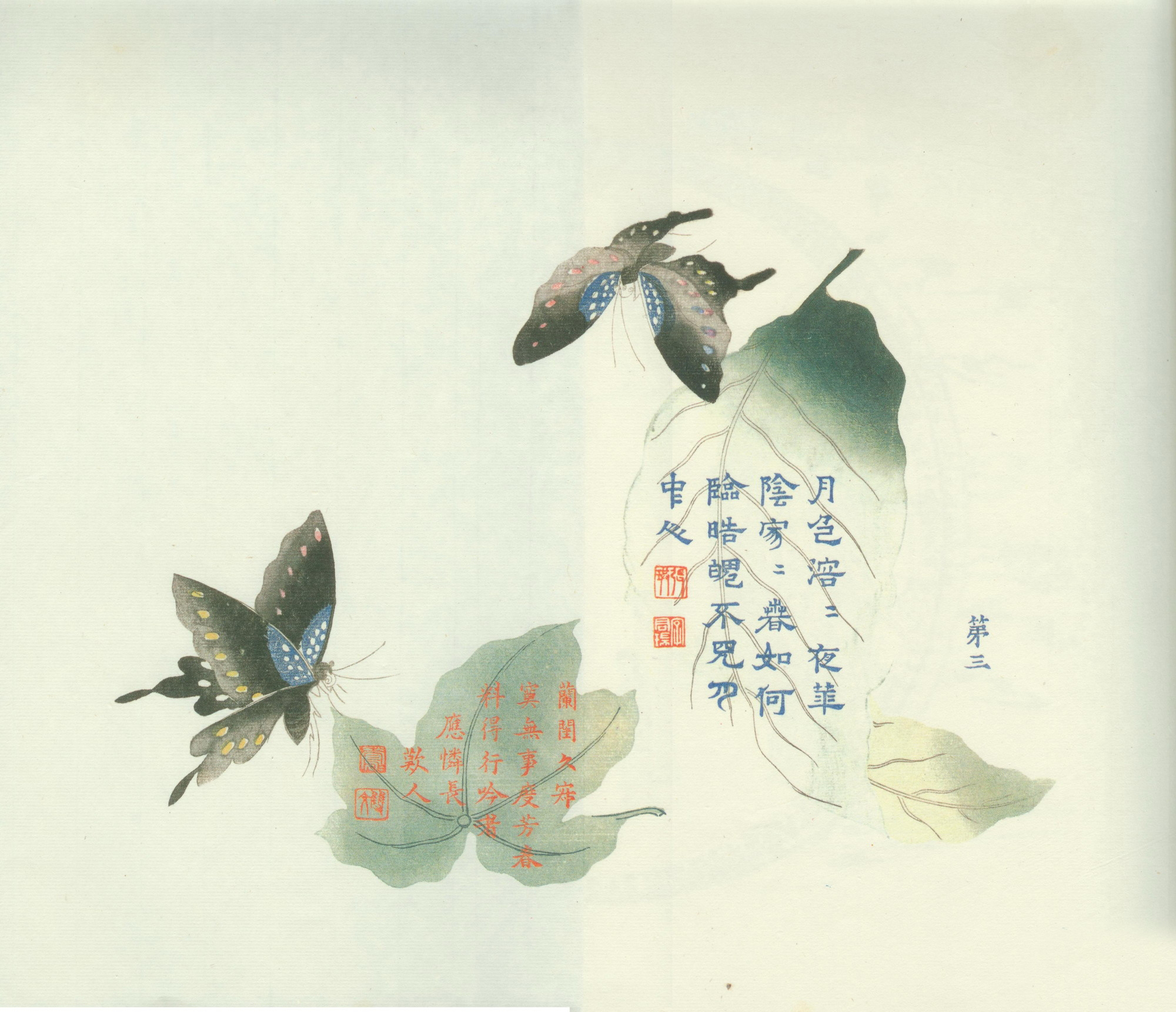
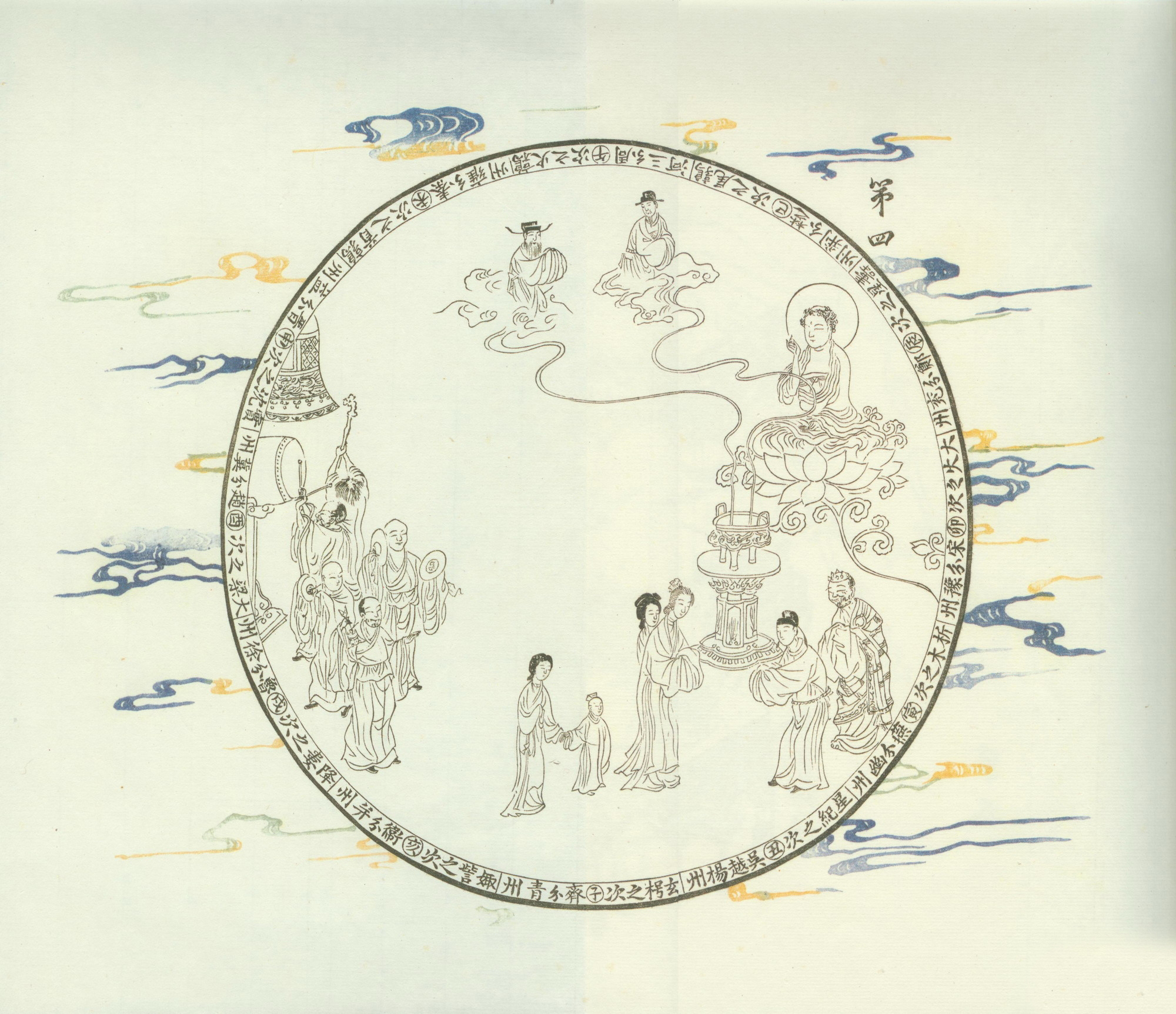
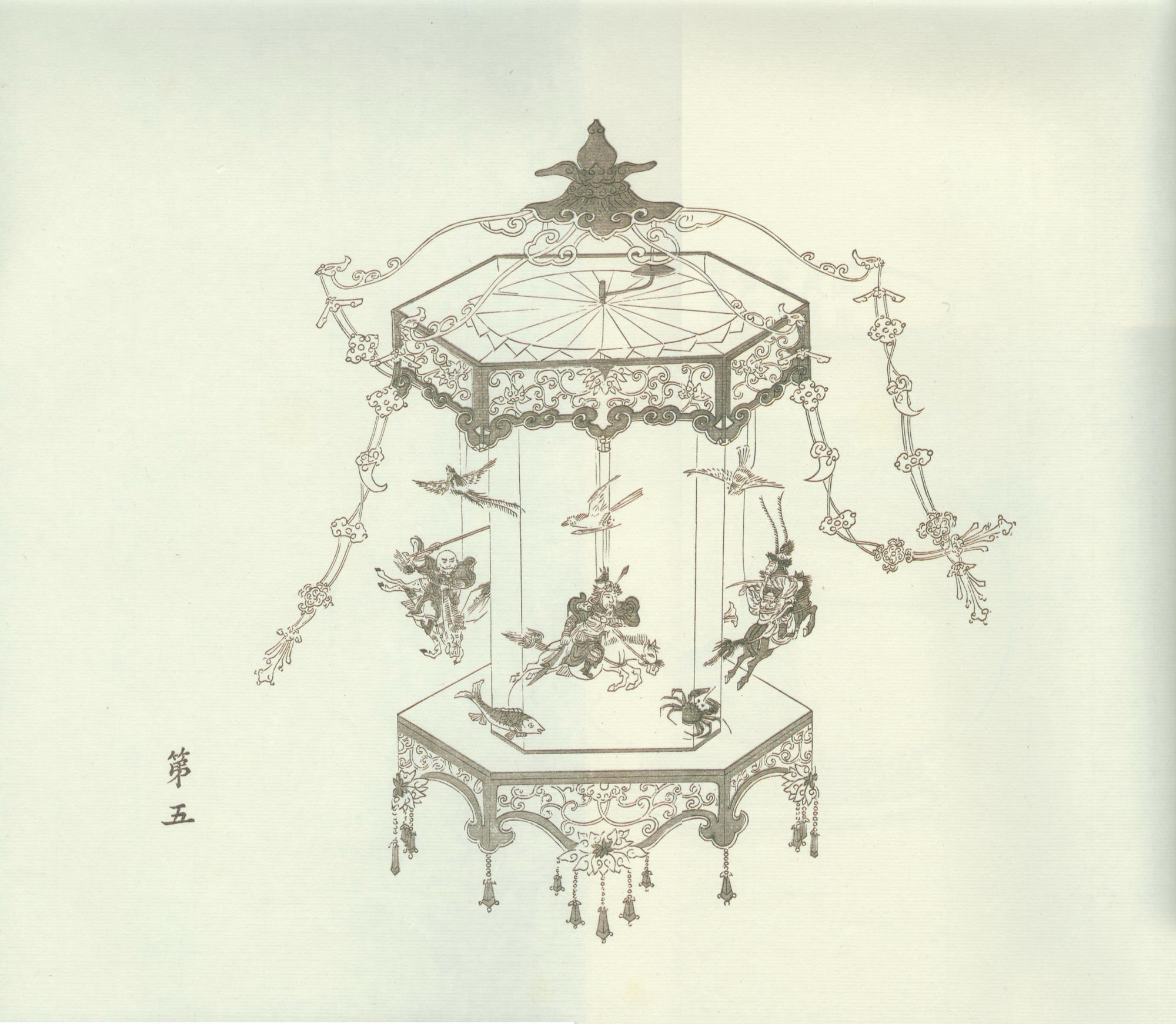
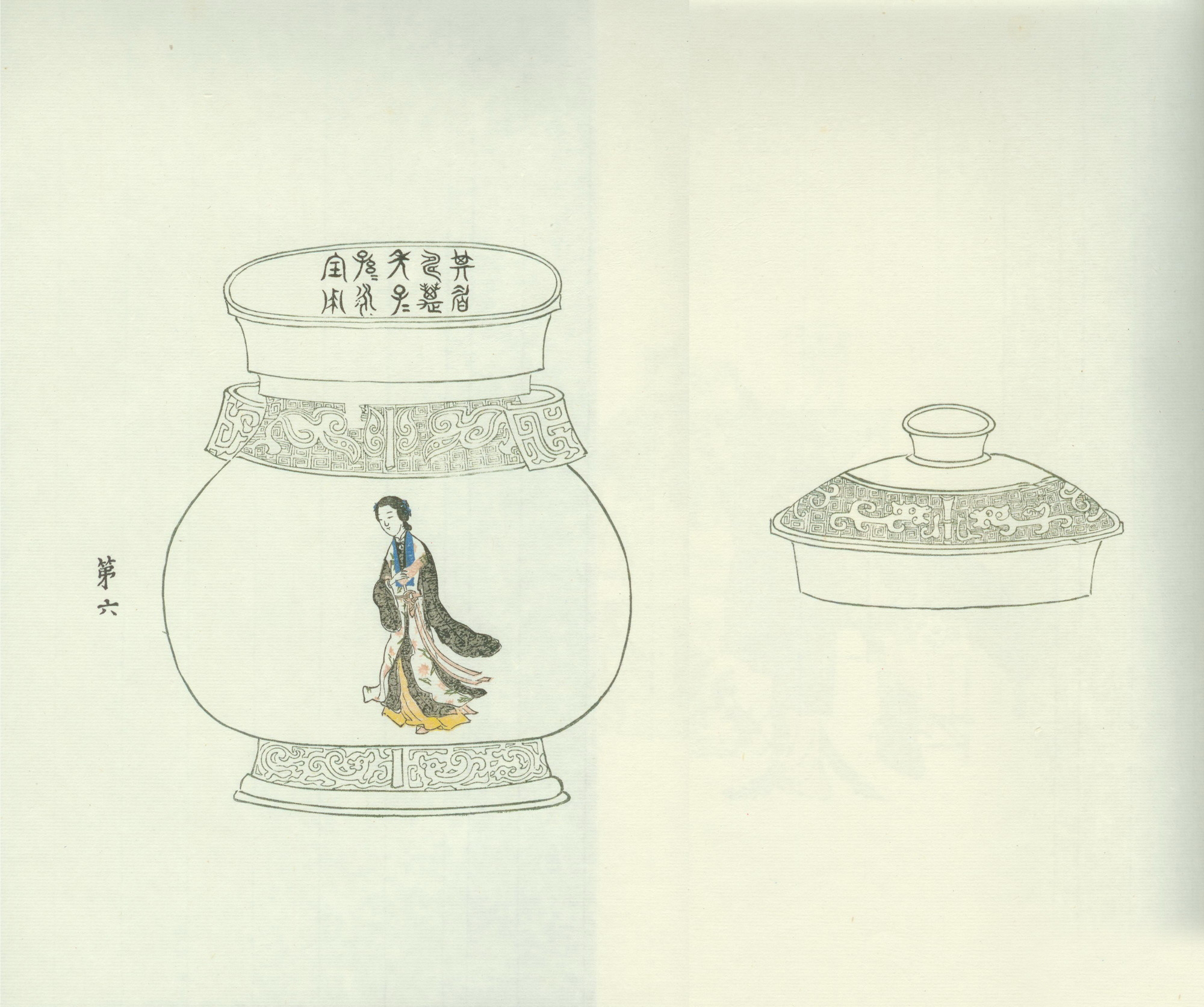
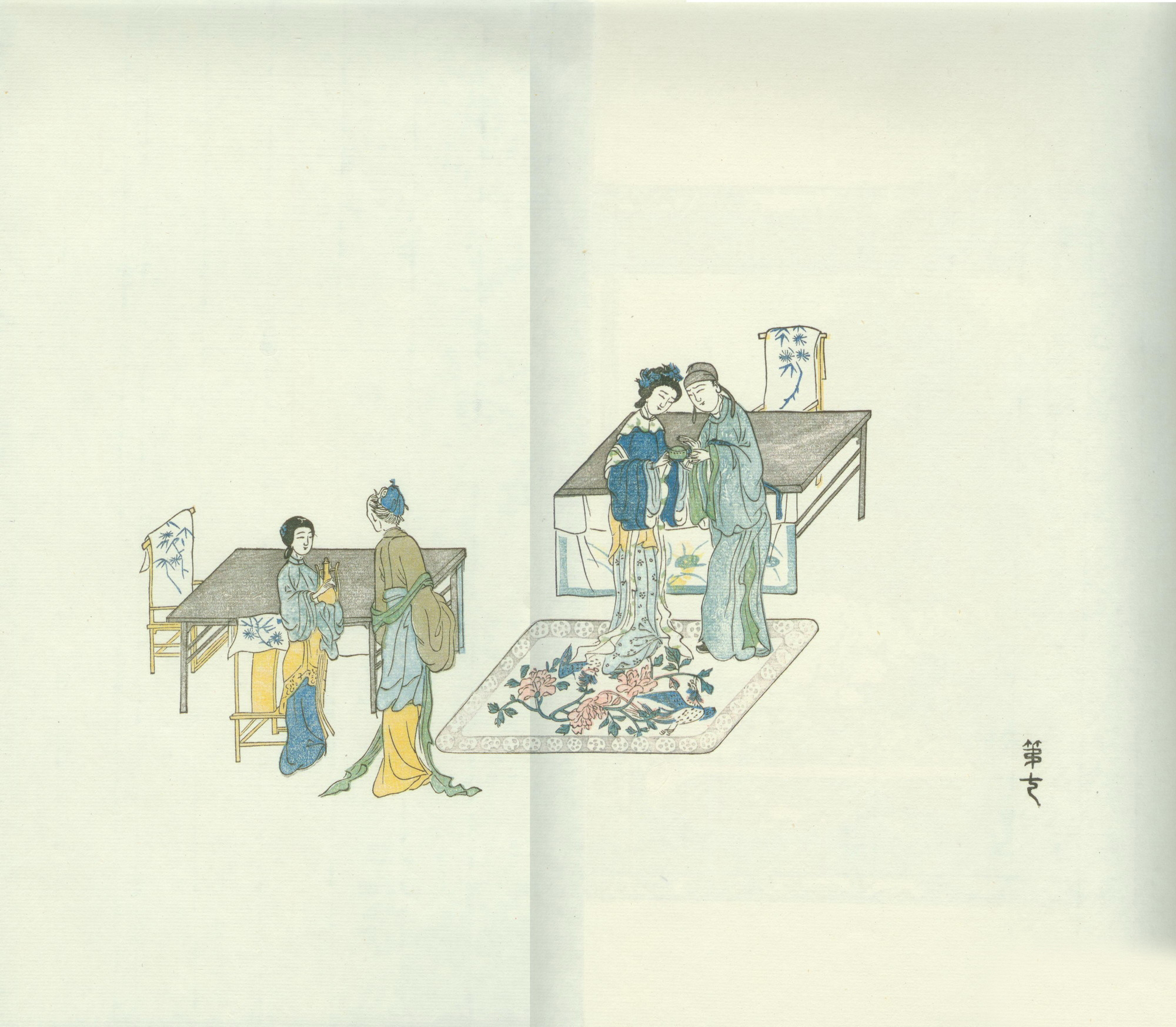
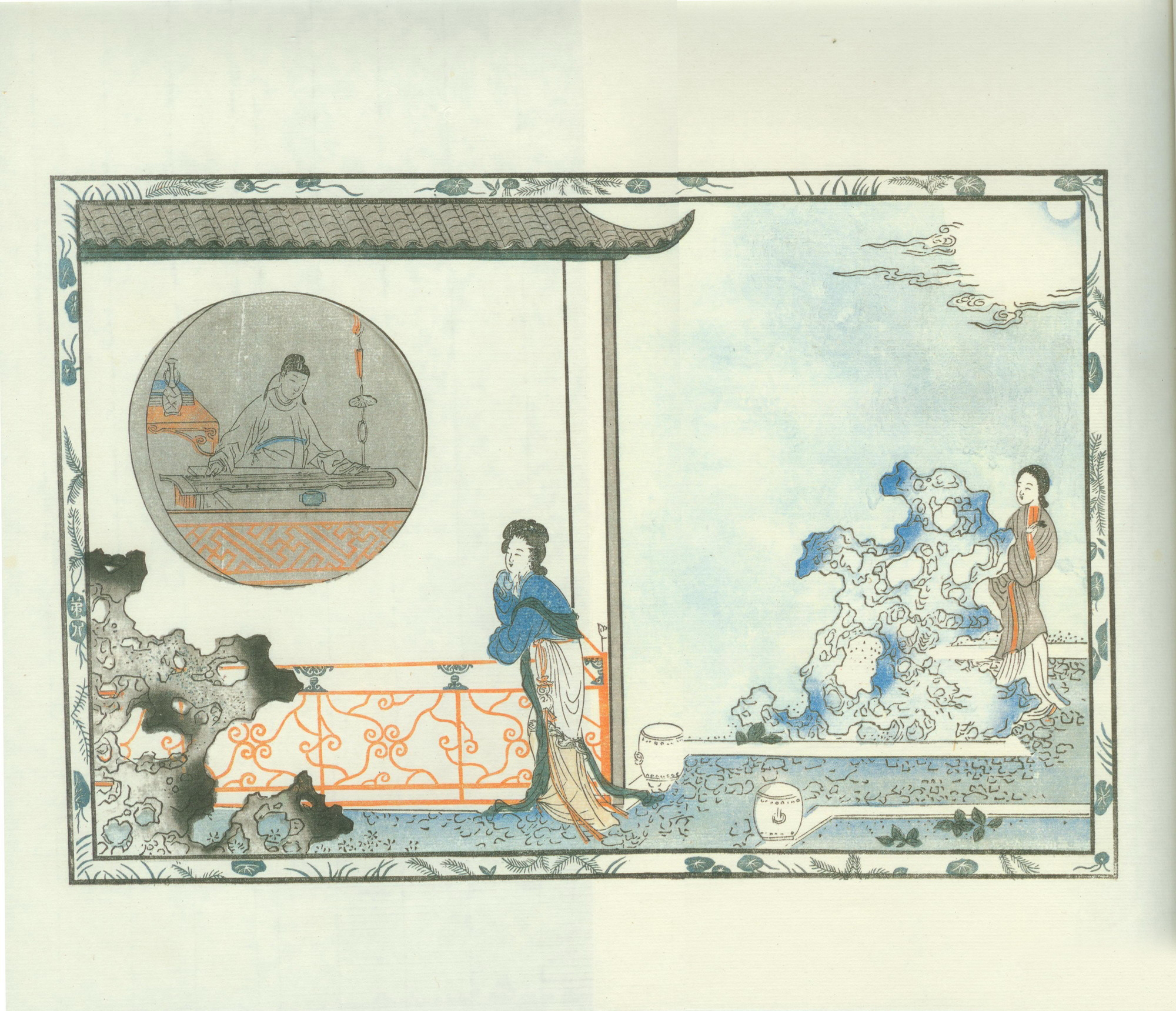
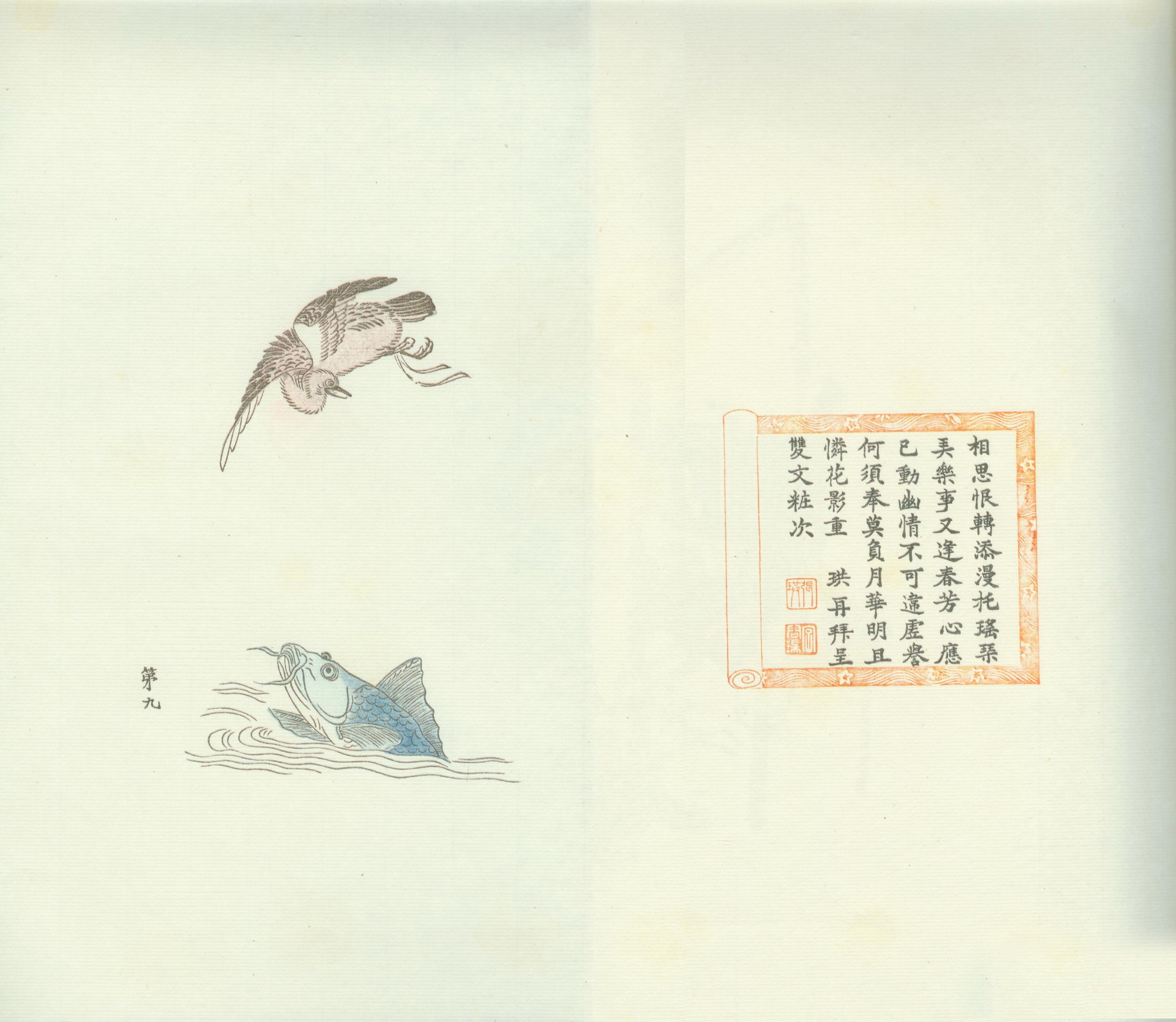
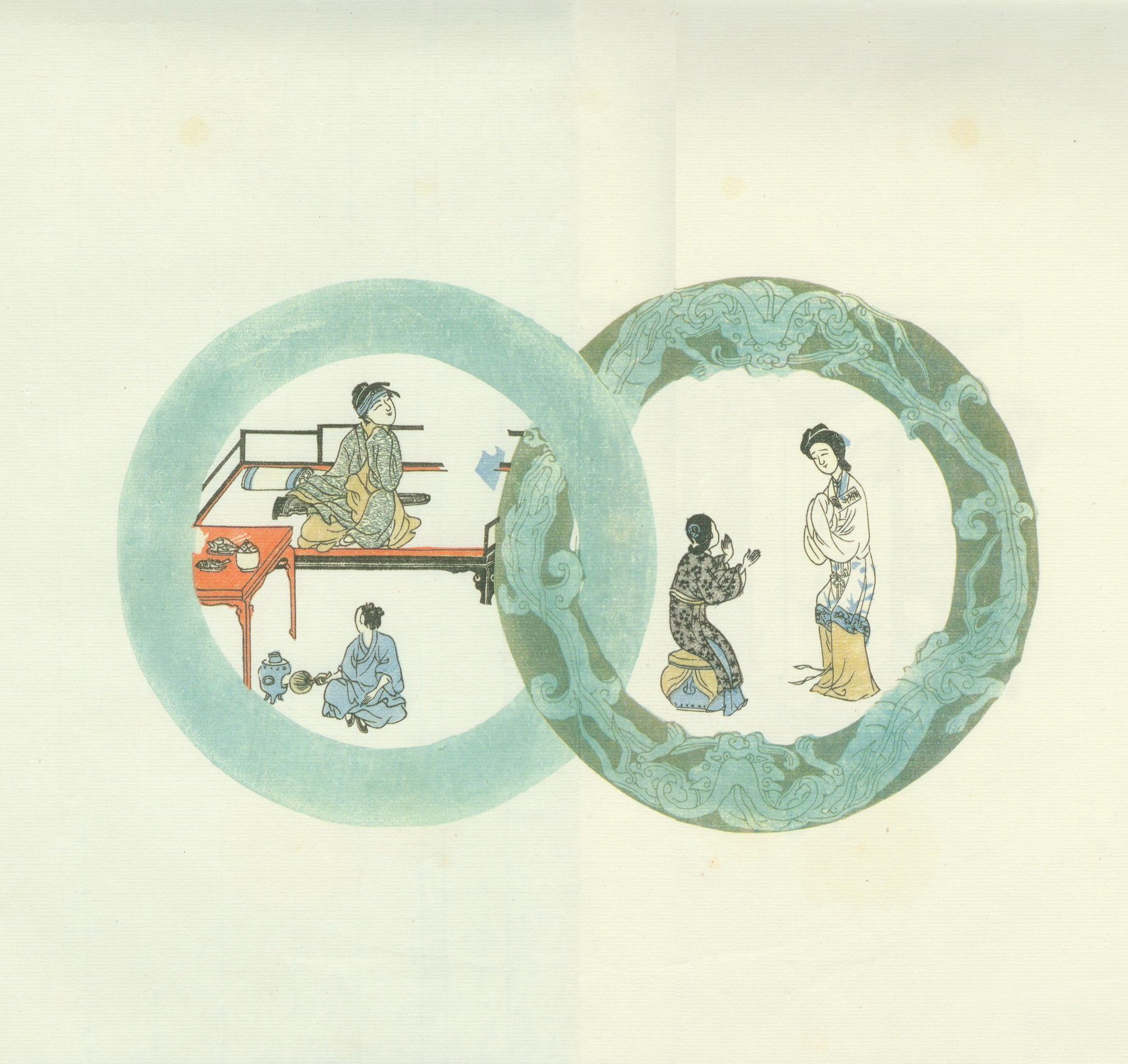
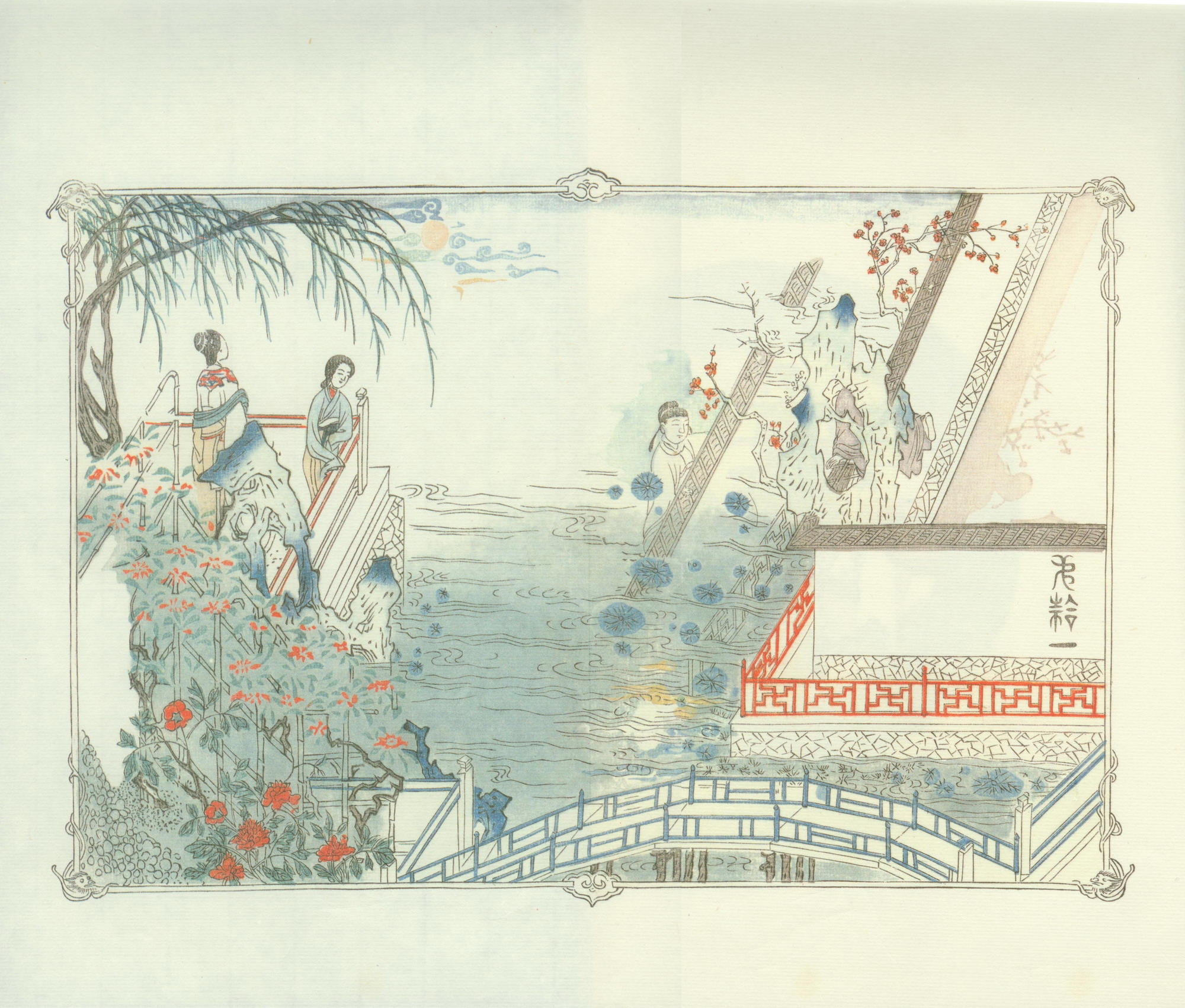
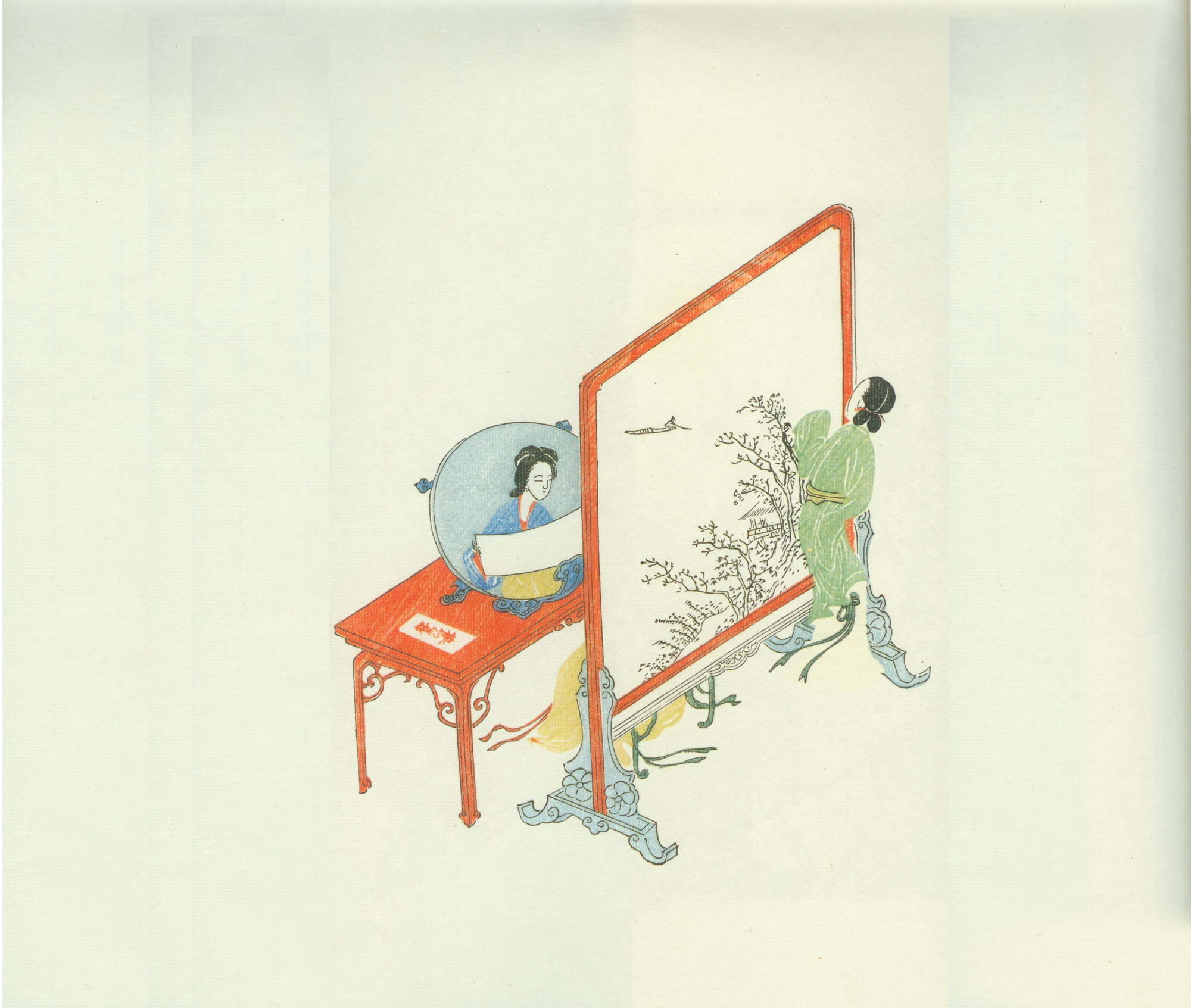
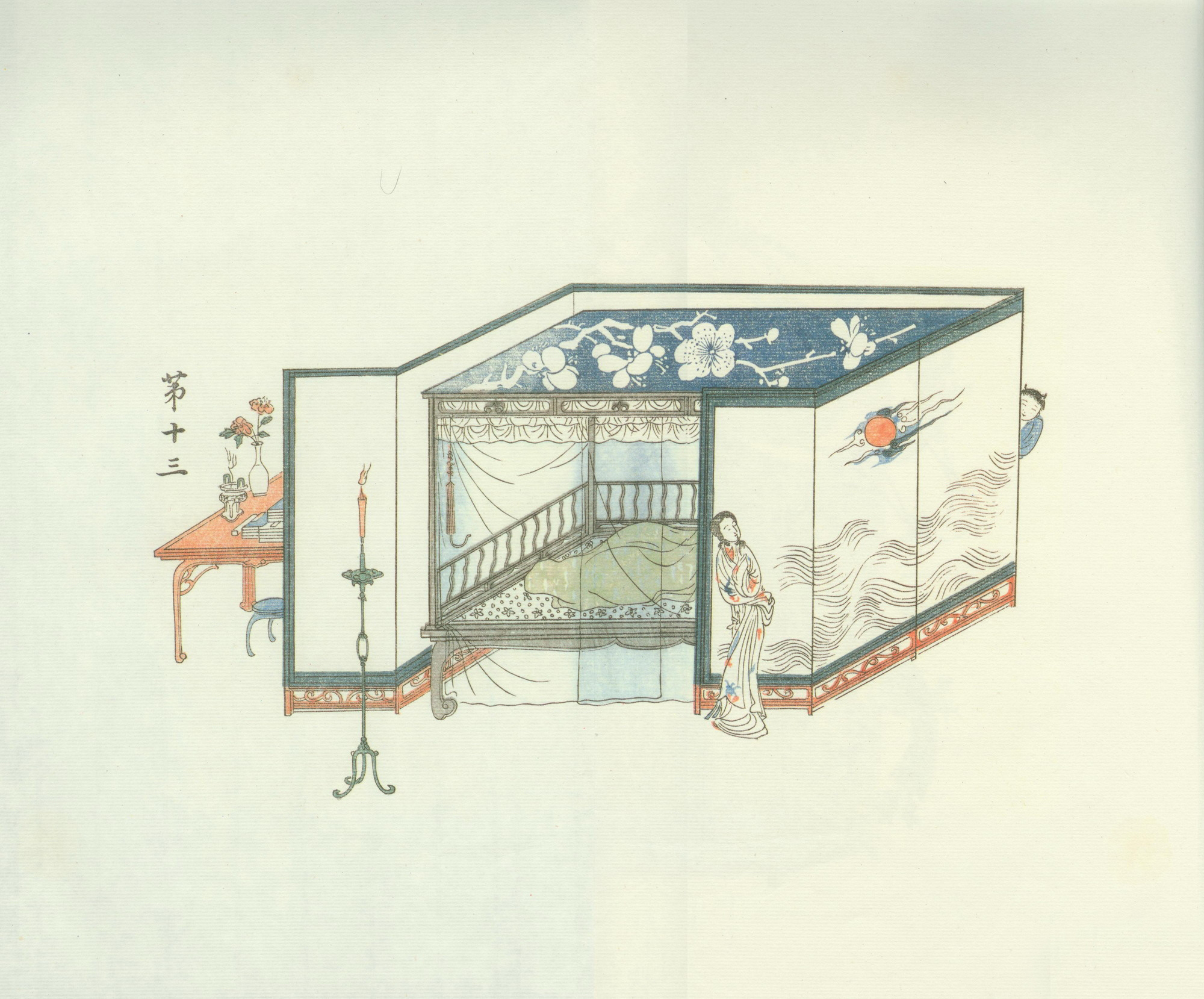
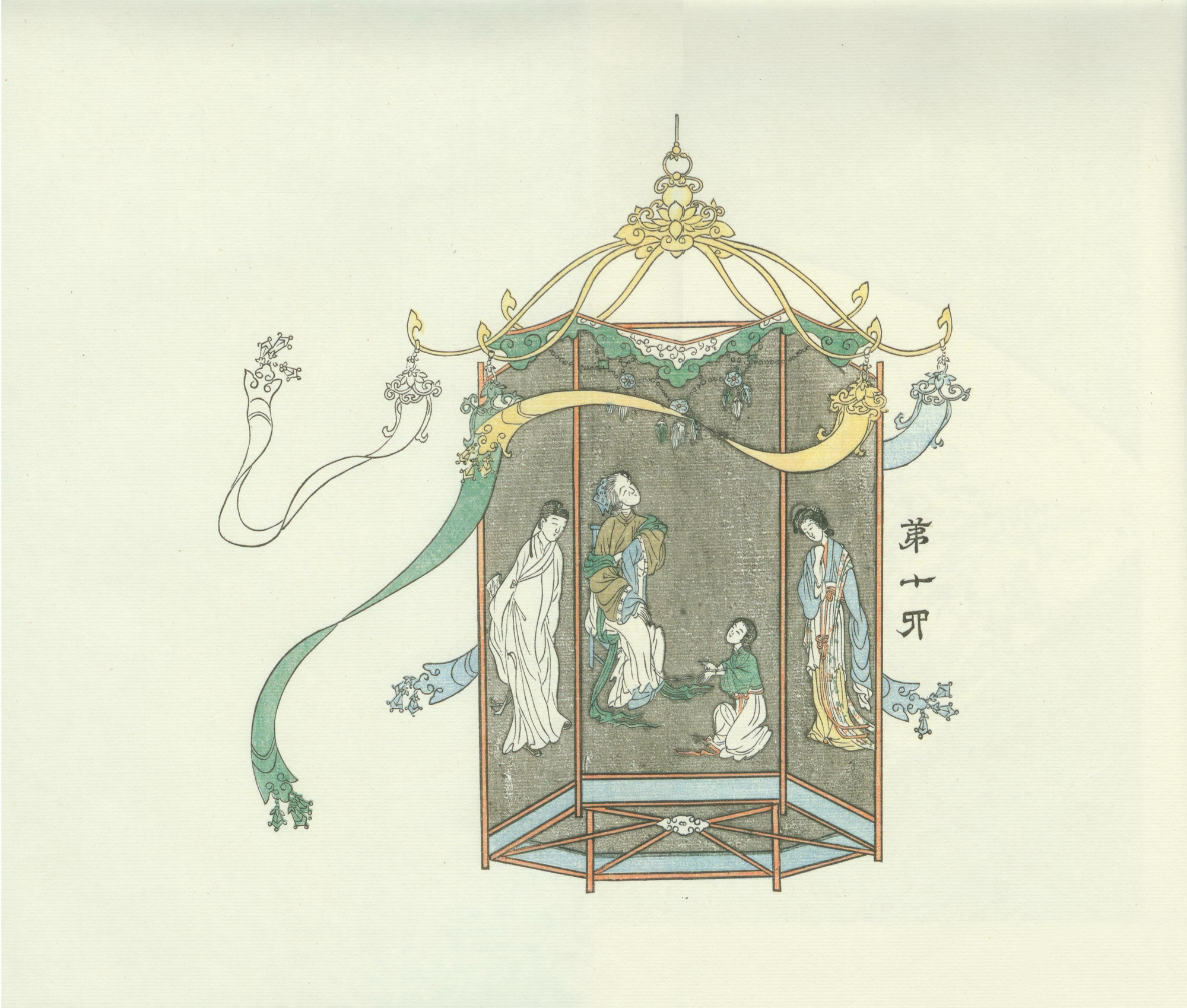
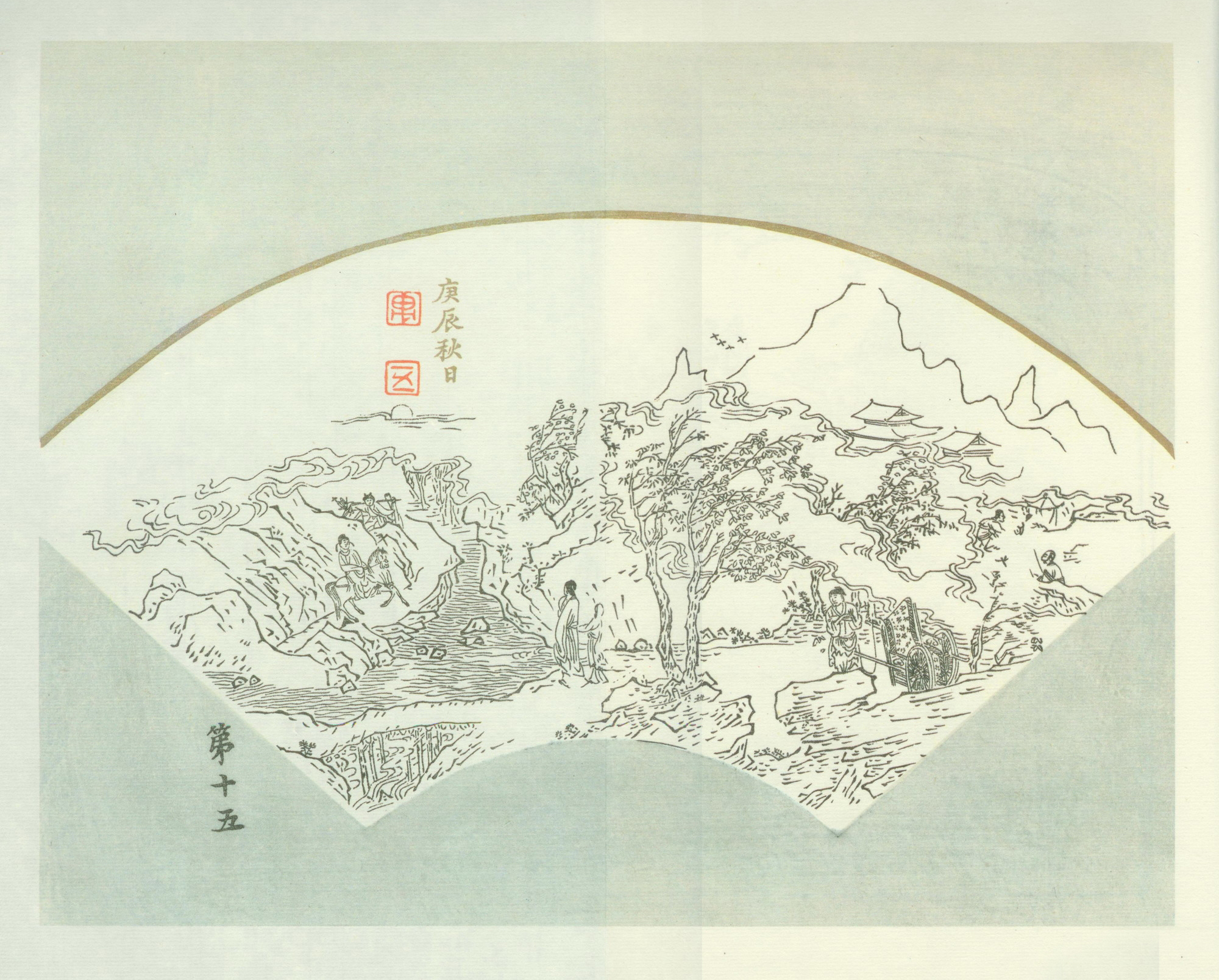
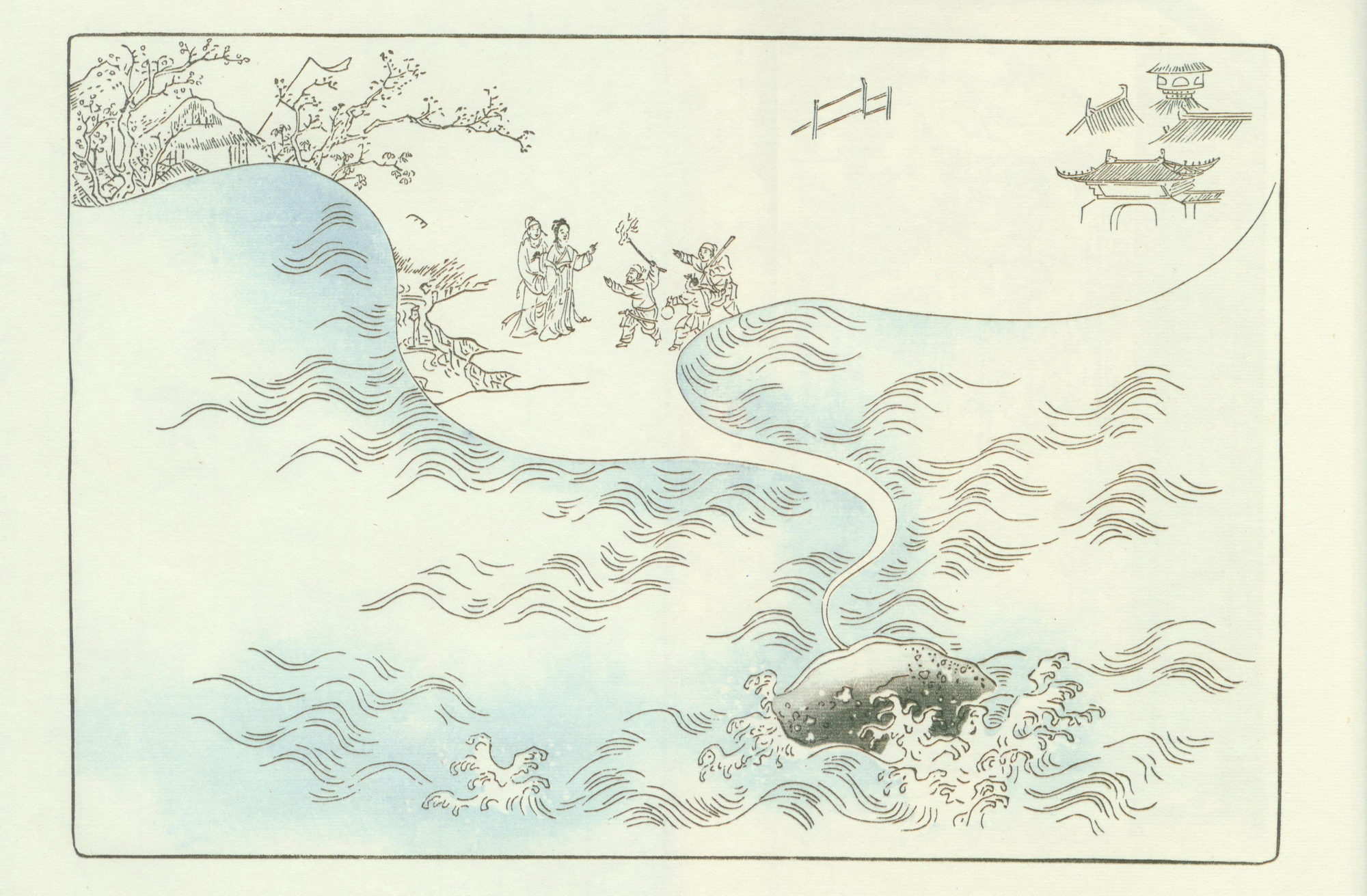
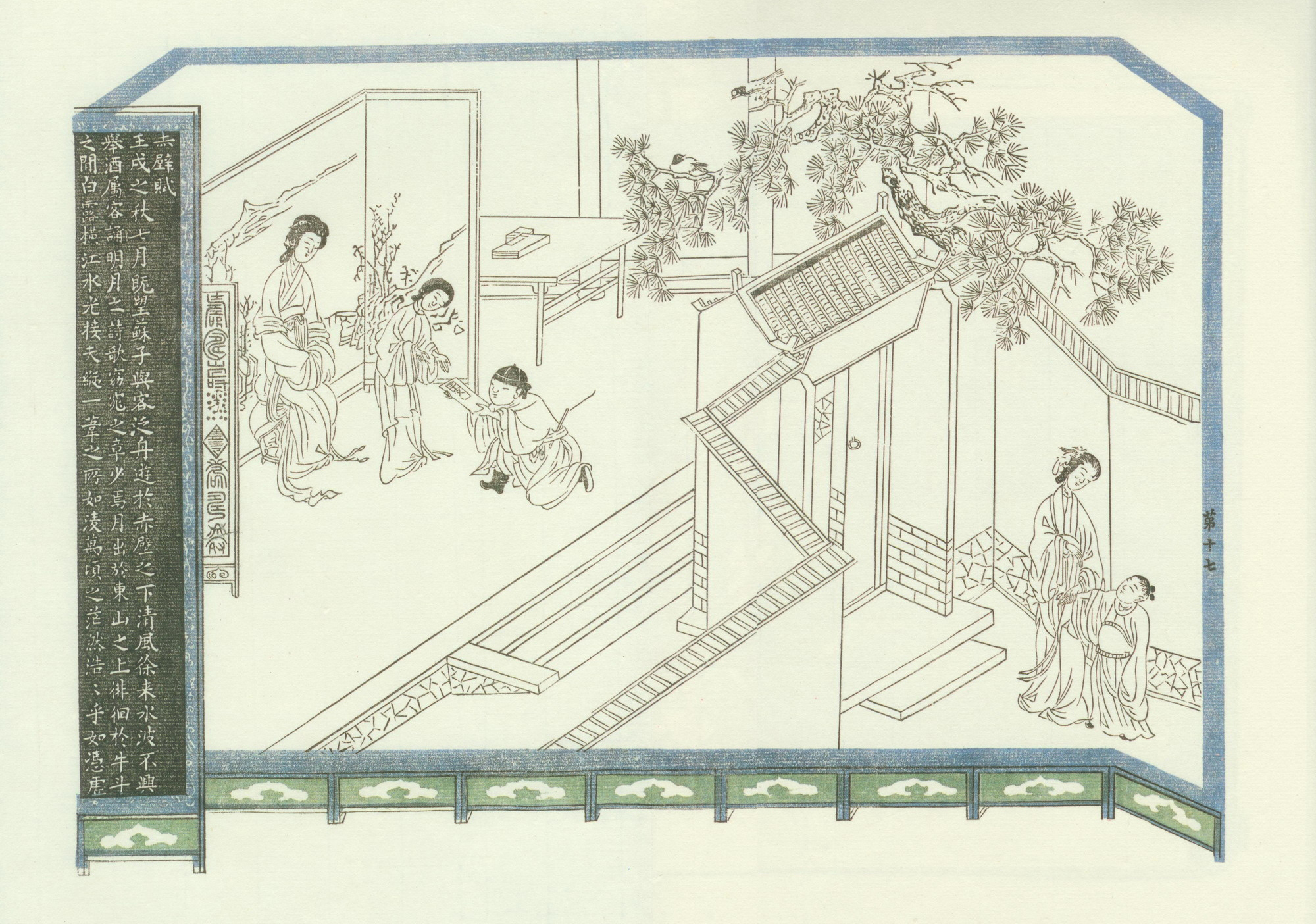
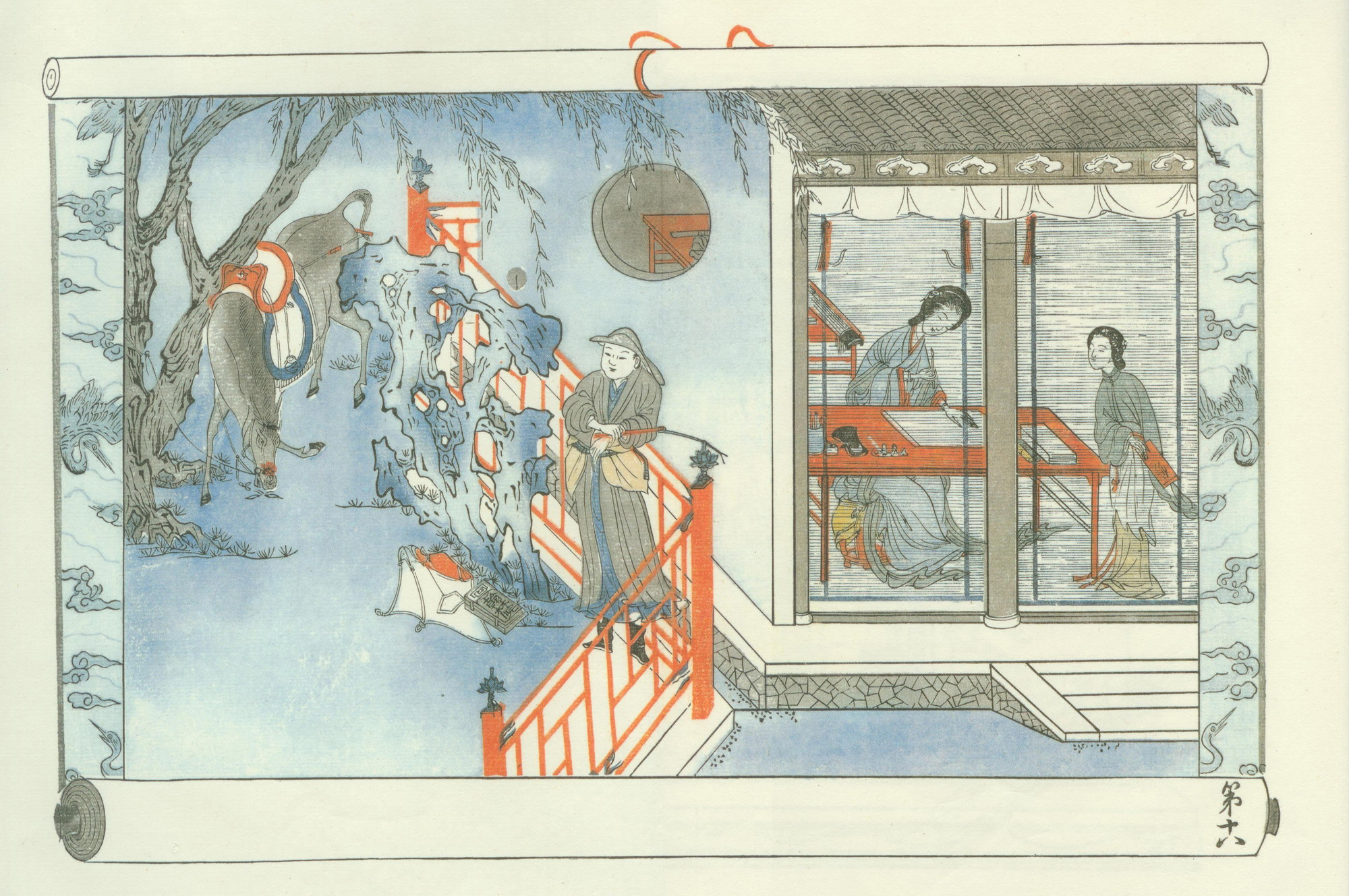
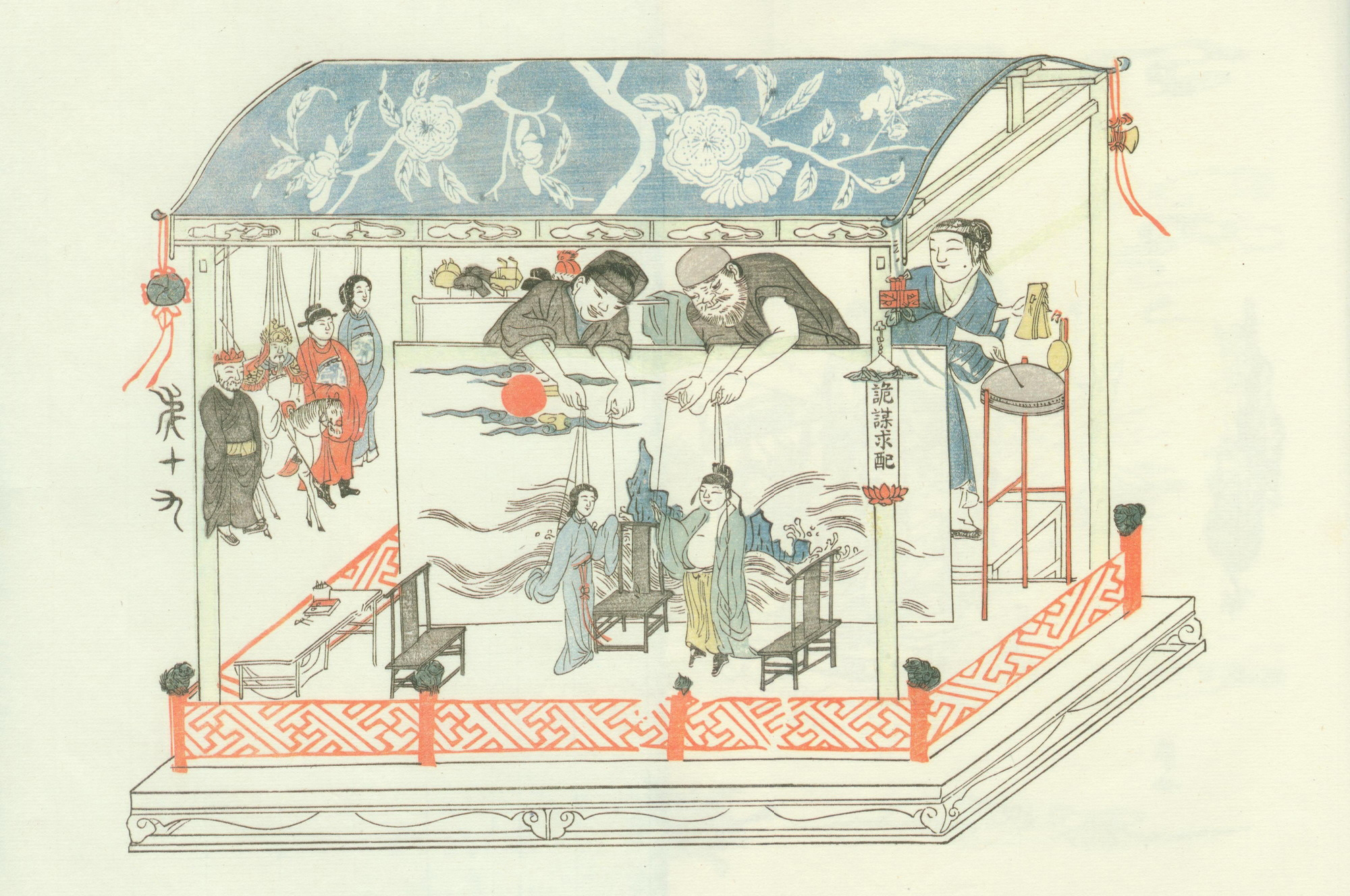
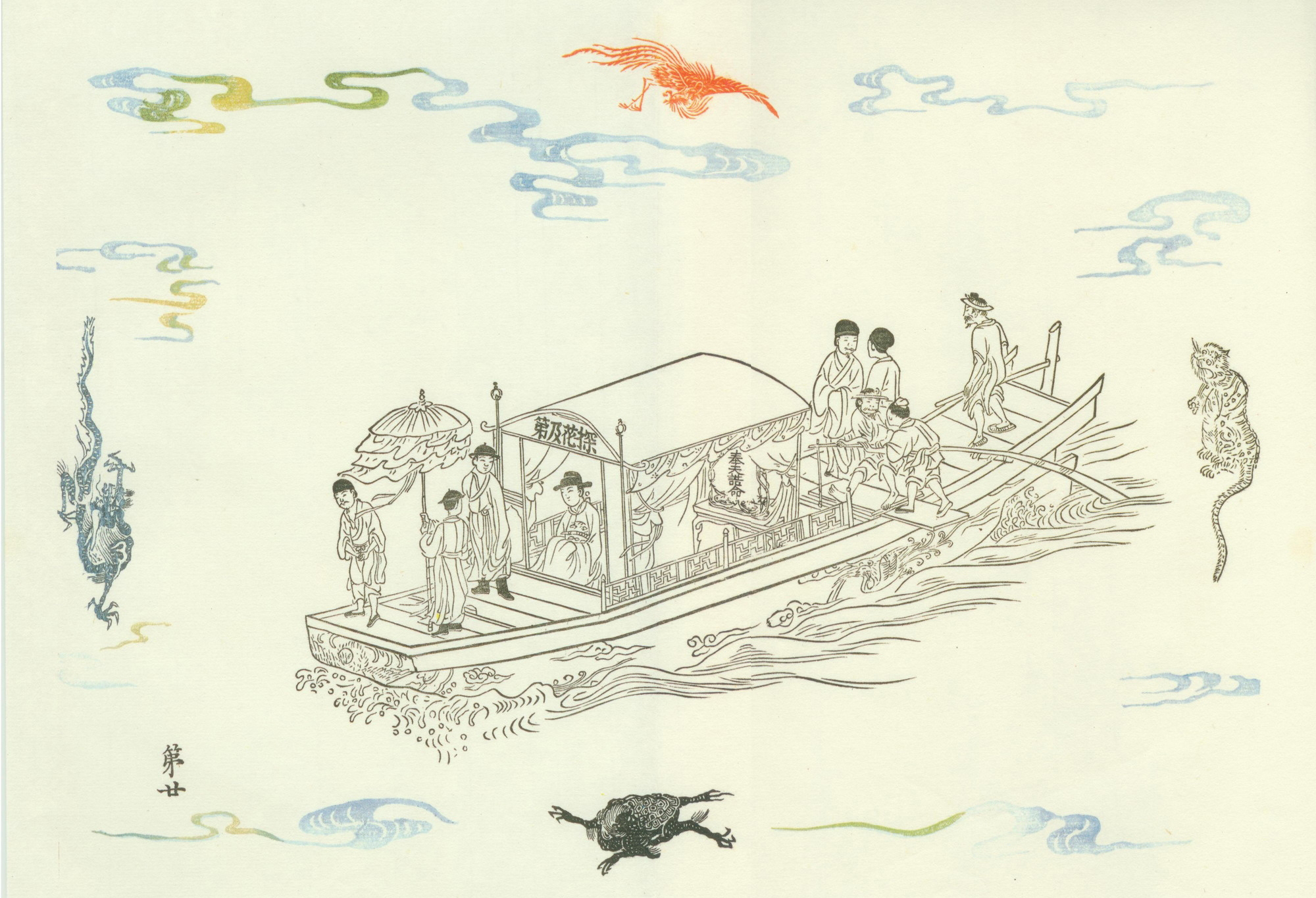

## 相關作品
- 电视剧

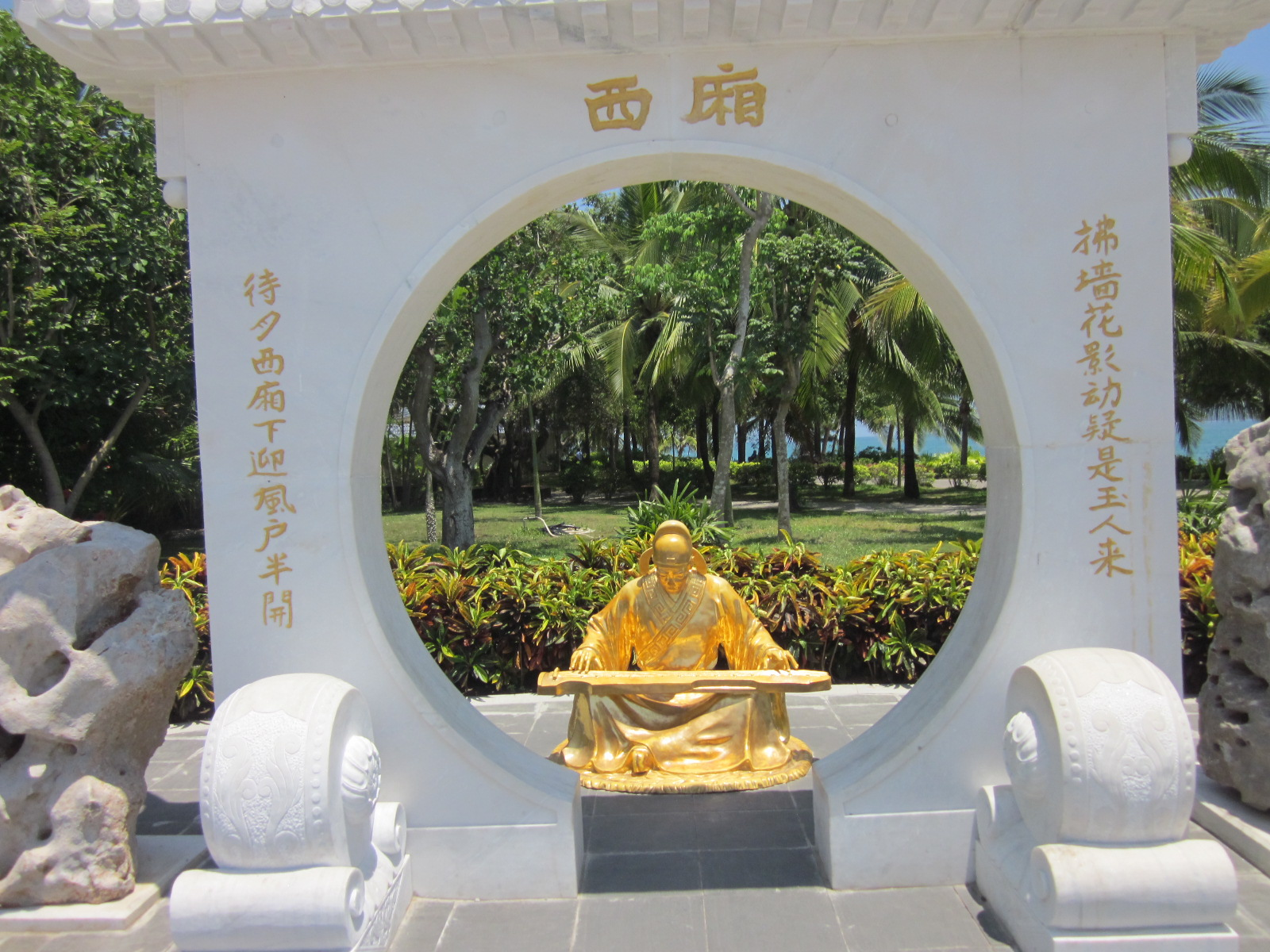
三亚天涯海角的西厢雕塑。

  - 《民間傳奇》之《西厢記》，1976年，主演：夏雨、呂有慧、莊文清
  - 《东西奇遇结良缘》，2001年，主演：曾黎、王亚楠、徐露、戴娆
  - 《西厢传奇》，2001年，主演：陶慧敏、刘小峰
  - 《西廂奇緣》，2005年，主演：胡杏兒、葉璇、吳卓羲、馬國明
  - 《新西厢記》，2013年，主演：周奇奇、張曉晨、宋佳、王姬

- 電影
  - 《西廂記》，默片，侯曜导演，民新影片公司，1927年。
  - 《西廂記》，張石川导演，上海国华影片公司，1940年，主演：周璇、白雲、慕容婉儿。
  - 《西廂記》，吳回导演，中聯影業公司，1956年，主演：紅線女、張活游、梅綺、少新權。
  - 《红娘》，龙图导演，桃源电影企业公司，1958年，主演：芳艳芬、罗剑郎、罗艳卿、半日安、刘克宣、林锦棠。
  - 《西廂記》，岳枫导演，王月汀編導，邵氏电影公司，1965年，主演：凌波、方盈、李菁、陈燕燕、李昆、杨志卿。
  - 《红娘》，黄健中导演，北京电影制片厂，1999年，主演：刘欣、苏有朋、陈丽峰、谢添、王馥荔。
  - 电视电影《中国传世经典名剧》之《西厢记》，2005年

- 舞台劇
  - 《紅娘的異想世界之在西廂》，2011年

- 歌劇
  - 《西廂記》，屈文中作曲，1986年

- 歌曲
  - 《西厢记》，張洪量作词、作曲，梁静茹、張洪量演唱，2001年电视剧《东西奇遇结良缘》片尾曲。
  - 《西廂》，后弦作词、作曲、演唱，2005年（收录于《古·玩》专辑中）

- 翻譯本
  - 法国汉学家儒莲曾将《西厢记》翻译成法文。
  - 德国汉学家弗蘭茲·庫恩曾将《西厢记》翻译成德文。
  - 洪濤生（Vincenz Hundhausen）是西厢记的德文翻译者。[4]

## 延伸阅读
[在维基数据编辑]
 在维基文库阅读本作品原文（ 在维基共享资源阅览影像）